# 高蒸
高蒸，福建侯官（今福建福州）人，是一名清朝政治人物。举人出身。
高蒸曾于1907年接替张孚襄任嘉定县知县一职，1908年由杨宝善接任。